# Llei de Titius-Bode

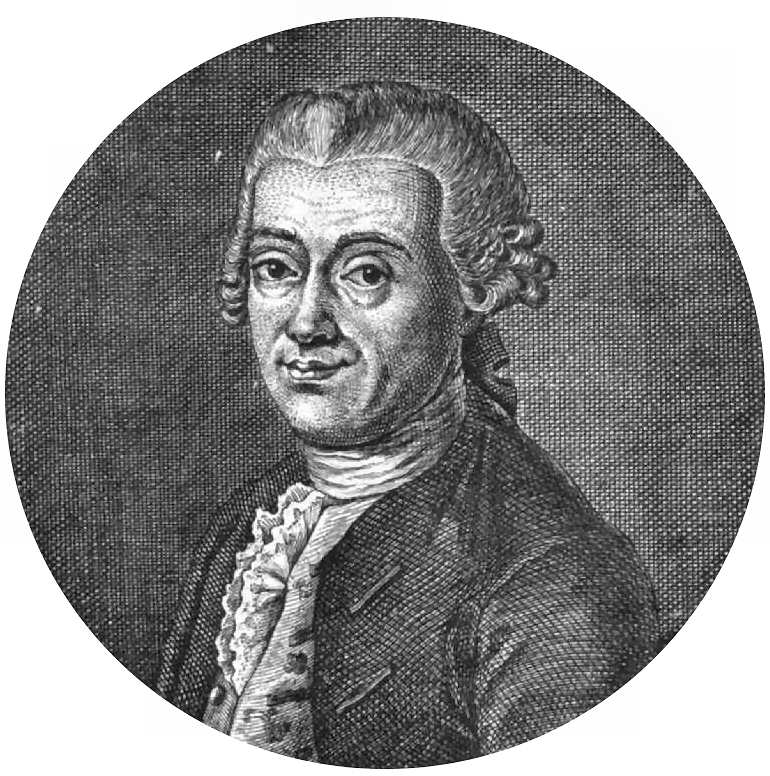
Johann Daniel Titius

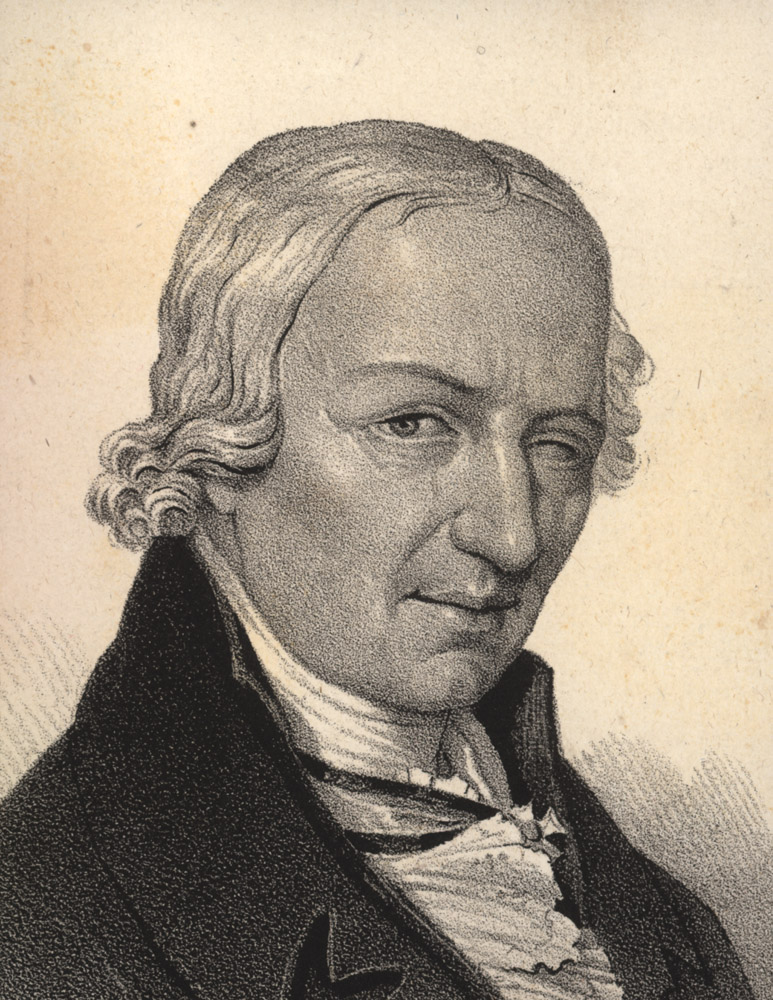
Johann Elert Bode

La llei de Titius-Bode, de vegades denominada incorrectament llei de Bode, relaciona la distància d'un planeta al Sol amb el nombre d'ordre del planeta mitjançant una regla simple. Matemàticament es tracta d'una successió que facilita la distància d'un planeta al Sol. Es tracta d'una relació purament numèrica i que no sembla tenir cap relació intrínseca amb les propietats físiques del sistema solar.
La llei original, descoberta al segle xviii, es pot expressar com
{\displaystyle a={\frac {n+4}{10}}}
on n = 0, 3, 6, 12, 24, 48, ... amb cada valor de n dues vegades el valor anterior i on a representa el semieix major de l'òrbita. És a dir, formem la successió: 
0, 3, 6, 12, 24, 48, 96, ...
Ara afegim 4 unitats a la successió anterior: 
4, 7, 10, 16, 28, 52, 100, ...
Dividim per 10 la successió anterior: 
0,4; 0,7; 1; 1,6; 2,8; 5,2; 10,0; ...
En aquella època només es coneixien els planetes clàssics Mercuri, Venus, Terra, Mart, Júpiter i Saturn que disten del Sol: 
0,38; 0,72; 1; 1,52; 5,2; 9,54

## Descobriment i importància històrica
La llei fou descoberta el 1766 per l'astrònom i professor alemany Johann Daniel Titius (1729 – 1796), i el 1772 se la va atribuir el mateix director de l'Observatori de Berlín, en Johann Elert Bode, d'aquí el segon nom. No obstant això, alguns estudiosos afirmen que el primer a proposar-la va ser Christian Wolff el 1724.
El descobriment d'Urà per William Herschel en 1781 que estava a 19,18 ua no va fer més que confirmar la llei publicada només tres anys abans i va fer veure que en el quart lloc a 2,8 ua faltava un planeta. En el congrés astronòmic que va tenir lloc a Gotha, Alemanya, el 1796, el francès Joseph Lalande va recomanar la seva recerca. Entre cinc astrònoms es van repartir el zodíac en la recerca del cinquè planeta i finalment l'1 de gener de 1801, a l'Observatori de Palerm el monjo Giuseppe Piazzi, que no pertanyia a la comissió de recerca, va descobrir Ceres el primer dels planetes menors. El dia 3 de gener el cos s'havia desplaçat un terç de lluna cap a l'oest. Fins al 24 no va publicar el seu descobriment creient que era un estel. Carl Friedrich Gauss va inventar ex professo per a Ceres un procediment de càlcul de l'òrbita amb la condició d'aprofitar les poques dades de l'òrbita aconseguits per Piazzi. Calculada la seva òrbita va resultar un cos que orbitava entre Mart i Júpiter és a dir el cos que faltava segons la llei de Bode.
La llei de Bode, àdhuc podent ser només una curiositat matemàtica, va tenir una gran importància en el desenvolupament de l'astronomia de finals del segle xviii i principis del segle xix.

## Llei de Titius-Bode. El seu paradoxal origen i curs posterior[1]
Johann Daniel Titius (1729-1796), professor de física de l'antiga Universitat de Wittenberg (Saxònia) va traduir a l'alemany l'obra Contemplation de la Nature, de l'autor suís Charles Bonnet (1720-1793).
Sense dir res a ningú, Titius va intercalar dos paràgrafs propis que es troben al final de la pàgina 7 i al principi de la 8 en l'edició alemanya de 1766. En el prefaci, Bonnet adverteix sense precisar que Titius ha inserit algunes notes pròpies, la qual cosa fa pensar no solament en el seu coneixement, sinó també en la seva conformitat. Òbviament, el paràgraf nou intercalat no es troba ni en l'original ni en les traduccions de l'obra de Bonnet a l'italià i a l'anglès.
En el text intercalat al que ens referim hi ha dues parts, una a continuació de l'altra. En la primera s'exposa la successió de les diverses distàncies planetàries al Sol dels planetes històrics, des de Mercuri a Saturn, arrodonides a nombres enters, i és com segueix: Si donem 100 punts a Saturn i 4 a Mercuri, a Venus li correspondran 4+3 = 7 punts; a la Terra 4+6 = 10; a Mart, 4+12 = 16; al següent serien 4+24 = 28, però no hi ha planeta; i seran 4+48 = 52 punts i 4+96 = 100 punts respectivament, per a Júpiter els primers i per a Saturn els segons.
En la segona part intercalada s'afegeix: Si al radi de l'òrbita de la Terra li donem el valor de 10, els radis de les altres òrbites vindran donats per la fórmula Rn = 4 + (3 + 2n), essent n = -∞ per a Mercuri i 0, 1, 2, 3, 4 y 5 per als planetes que el segueixen.
Aquests dos enunciats, per tota la seva particular tipologia i les dels radis de les òrbites, semblen derivar-se d'una antigalla cosista. De fet, s'han anat trobant molts precedents de fins al segle xvii. Titius va ser deixeble del filòsof alemany Christian Freiherr von Wolf (1679-1754), i la segona part del text intercalat en l'obra de Bonnet es troba també textualment en una obra de von Wolf de 1723, Vernünftige Gedanken von den Wirkungen der Natur. Per això, en la bibliografia del segle xx sobre la llei de Titius-Bode, es sol assignar l'autoria al filòsof alemany; de ser així, Titius ho hagués pogut aprendre d'ell. Altra referència més antiga és la de James Gregory de 1702, en els seus Astronomiae physicae et geometricae elementa, on la successió de distàncies planetàries 4, 7, 10, 16, 52 y 100 es converteix en una progressió geomètrica de raó 2. És la fórmula newtoniana més propera, que està també en Benjamin Martin i en el propi Tomàs Cerdà molts anys abans de la publicació alemanya del llibre de Bonnet.
El text inserit per Titius en el llibre de Bonnet sí que es va transmetre exactament en l'obra d'astronomia de Johann Elert Bode (1747-1826). En cap de les seves edicions es parla de Titius, sense assignar-se clarament l'autoria de la llei (Aleitung zur kenntnis des gestirnten Himmels, 1722). En una memòria pòstuma de Bode sí que s'ha trobat una referència a Titius amb el reconeixement clar de la seva prioritat.
Titius i Bode esperaven que la llei portaria al descobriment de nous planetes. En realitat no va ser així. El d'Urà i Ceres més aviat va contribuir a donar fama a la Llei de Titius-Bode, però no així al descobriment de Neptú i Plutó, ja que tots dos en queden exclosos. No obstant, s'aplica als satèl·lits i fins i tot als planetes extrasolars.
La Llei de Titius-Bode segueix sense una explicació teòrica sòlida i convincent del seu significat físic i tampoc es considera un artefacte numèric. La seva història sempre ha anat més lligada a fressa que a endreça. ¿Com pot comparar-se a l'obra d'Hiparc respecte a les distàncies planetàries, a la de Kepler sobre l'òrbita de Mart, al descobriment de Neptú, al càlcul d'una efemèride, al d'una òrbita partint solament de tres posicions, o a l'explicació de la desviació del periheli de Mercuri? Tanmateix, sol ser més citada.

## Una explicació que podria ser anterior a la Llei de Titius-Bode
El jesuïta Tomàs Cerdà (1715-1791) va impartir un cèlebre curs d'astronomia a Barcelona l'any 1760, a la Reial Càtedra de Matemàtiques del Col·legi de Sant Jaume (Imperial i Reial Seminari de Nobles de Cordelles). Partint del manuscrit original, conservat a la Real Academia de la Historia de Madrid, Lluís Gasiot va refer el Tratado de Astronomía de Cerdà, publicat el 1999, i que es basa en els Astronomiae physicae de James Gregory (1702) i en la Philosophia Britannica de Benjamin Martin (1747). En el Tratado de Cerdà podem trobar les distàncies planetàries obtingudes a partir dels temps periòdics i aplicant la tercera llei de Kepler, amb una precisió de 10-3. Prenent de referència la distància de la Terra com a 10 i arrodonint a enters, pot establir-se la progressió geomètrica [(Dn x 10) – 4] / [Dn-1 x 10) – 4] = 2, des de n=2 a n=8. Emprant el moviment circular uniforme fictici equivalent de la Anomalia de Kepler, es poden obtenir els valors Rn dels radis corresponents a cada planeta, amb els quals s'obtenen les raons rn = (Rn – R1) / (Rn-1 – R1) que esdevenen 1,82; 1,84; 1,86; 1,88 y 1,90, amb la qual cosa rn = 2 – 0,02 (12 – n) que és la relació entre la successió kepleriana i la Llei de Titus-Bode, que seria una coincidència numèrica casual. La raó és prop de 2, però en realitat augmenta harmònicament partint d'1,82.
La velocitat mitjana dels planetes de n=1 a n=8 disminueix en allunyar-se del Sol i difereix del descens uniforme a n=2 per a recuperar-lo a partir de n=7 (ressonància orbital).

## Formulacions modernes de la llei de Bode
La formulació moderna és que la distància d'un planeta al Sol en ua és: 
{\displaystyle a=0,4+0,3\times k}
on k = 0, 1, 2, 4, 8, 16, 32, 64, 128 (0 seguits per les potències de 2) 
Per als planetes exteriors, el primer terme és menyspreable, i la interpretació és que cada planeta està aproximadament dues vegades més lluny del sol que l'últim. És a dir, les distàncies dels planetes estan en progressió geomètrica: La distància d'un planeta al Sol és dues vegades la distància al Sol de l'anterior.
Les distàncies dels planetes calculats per la llei de Bode comparades amb les reals són: 
| Planeta                 | k      | Distància llei T-B | Distància real |
| ----------------------- | ------ | ------------------ | -------------- |
| Mercuri                 | 0      | 0,4                | 0,39           |
| Venus                   | 1      | 0,7                | 0,72           |
| Terra                   | 2      | 1,0                | 1,00           |
| Mart                    | 4      | 1,6                | 1,52           |
| Cinturó d'asteroides[3] | 8      | 2,8                | 2,77           |
| Júpiter                 | 16     | 5,2                | 5,20           |
| Saturn                  | 32     | 10,0               | 9,54           |
| Urà                     | 64     | 19,6               | 19,2           |
| Neptú                   | n/a[4] |                    | 30,06          |
| Plutó                   | 128    | 38,8               | 39,44          |

## Una altra manera d'expressar la llei de Bode
{\displaystyle a=0.4+0.3\times k}
{\displaystyle a=0.4+0.3\times 2^{n-2}} 
Per al cas n = 1 a = 0,4
Si deixam de banda el 0,4 i prenem uns valors per ajustar:
{\displaystyle a=p\times q^{n-2}}
passant a logaritmes: 
{\displaystyle \log a=\log p+(n-2)\times logq}
operant:
{\displaystyle \log a=n\times r+s}
És a dir, prenent logaritmes de les distàncies podem ajustar per mínims quadrats a una recta.
Per als planetes exteriors, si els logaritmes de les distàncies van en progressió aritmètica és perquè les distàncies van el progressió geomètrica. Bode pensava que la raó de la progressió era 2 però quan es fa l'ajustament és només 1,71. El resultat és, considerant a Plutó i prenent com a unitat de distància el km: 
{\displaystyle \log a=0,233058\times n+7,5119}
amb n = 1, 2, 3, 4, 5, 6, 7, 8, 9, 10 i una correlació r = 0,9971.
Podem comparar les dues lleis amb els valors reals:
| Denominació   | n  | a (U.A.) | a Bode | a (log) |
| ------------- | -- | -------- | ------ | ------- |
| Mercuri       | 1  | 0,387    | 0,4    | 0,372   |
| Venus         | 2  | 0,723    | 0,7    | 0,636   |
| Terra         | 3  | 1,000    | 1      | 1,087   |
| Mart          | 4  | 1,523    | 1,6    | 1,859   |
| Asteroides[1] | 5  |          | 2,8    | 3,179   |
| Júpiter       | 6  | 5,203    | 5,2    | 5,437   |
| Saturn        | 7  | 9,539    | 10     | 9,299   |
| Urà           | 8  | 19,184   | 19,6   | 15,903  |
| Neptú         | 9  | 30,060   | n/a    | 27,198  |
| Plutó[2]      | 10 | 39,759   | 38,8   | 46,514  |
Aquesta nova manera de veure les coses té diversos avantatges: 
- El primer terme de la successió (Mercuri) sempre era especial, ara és un més.
- El terme 0,4 es col·loca per a ajustar els planetes interiors, aquí és inexistent.
- Per a Neptú no es complia. Ara sí.

### El problema de Plutó
Es pot considerar que Plutó no és un planeta, ja que pertany al Cinturó de Kuiper. És un plutino és a dir pertany als asteroides transneptunians que estan en ressonància 3/2 amb Neptú, el que significa que cada 3 voltes de Neptú al Sol l'asteroide dona 2 voltes. Això suposa un període per a l'asteroide T=3/2 * 164,7900 anys=247,185 anys. Per la tercera llei de Kepler a= T2/3=39,3865 O.A. i una relació de distàncies: 39,386/30,06=1,31 per sota de la mitjana.
Si consideram que Plutó no és planeta i ho llevem de l'ajustament i usem la unitat astronòmica: 
{\displaystyle \ln a=0,5497\times n-1,5723} amb n=1,2,3,4,5,6,7,8,9
per tant:
{\displaystyle a=0,2075\times (1,7327)^{n}} amb n=1,2,3,4,5,6,7,8,9

## Explicació teòrica
No hi ha cap explicació teòrica sòlida de la llei de Titius-Bode, i no està reconegut si és simplement una coincidència numèrica o una regla més fonamental de la mecànica celeste.
Quan originalment es va publicar, la llei era satisfeta per tots els planetes coneguts- des de Mercuri fins a Saturn-amb un buit entre el quart i el cinquè planeta. Es va considerar interessant, però de cap gran importància, fins al descobriment d'Urà el 1781 què va encaixar polidament en la sèrie. Basat en la seva nova credibilitat, Bode va iniciar la recerca del cinquè planeta. Ceres, el més gran dels asteroides en el Cinturó d'Asteroides, es va trobar a la posició del cinquè planeta. La llei de Bode es va acceptar llavors àmpliament fins que es va descobrir en el 1846 Neptú que no complia la llei. Amb l'ajustament logarítmic a una recta, queda salvat aquest escull i es pot veure que també és aplicable als satèl·lits del Sistema Solar. Pel que és clar que té a veure amb el procés de formació dels sistema planetaris.
Actualment l'explicació més probablement és que la ressonància orbital dels planetes crea regions al voltant del Sol sense matèria o que l'acreció dels planetes al formar-se hagi netejat de matèria una zona al voltant d'on s'han format. Els resultats de la simulació de formació planetària semblen donar suport la idea que la llei Titius-Bode és una conseqüència natural de formació planetària, segons les teories actuals en aquesta àrea.

## Aplicació als Sistemes de satèl·lits
Hi ha només un limitat nombre de sistemes en els que la llei de Bode es pogués provar. Júpiter, Saturn i Urà tenen diverses llunes grans que apareixen haver estat creats per un procés similar al que va crear els planetes. En l'aplicació als satèl·lits hem de tenir present que han de descartar-se tots aquells que no han estat formats en les proximitats del planeta sinó capturats per la gravetat d'aquest. Aquests cossos es caracteritzen per ser petits, girar en un plànol molt distint dels satèl·lits grans o fins i tot tenir un moviment retrògrad.

### Aplicació als satèl·lits de Júpiter
Els quatre satèl·lits galileans de Júpiter més el satèl·lit intern més gran Amaltea compleixen perfectament la llei de Bode: 
{\displaystyle \log a=0,2417\times n+5,0724} con n=1,2,3,4,5

i una correlació r=0,9925.
Amaltea cal considerar-lo perquè a pesar de tenir només 200 km. gira en l'òrbita dels satèl·lits galileans.
resulta:
{\displaystyle a=e^{0,55992\times n+11,6796}}
{\displaystyle a=118137,8\times (1,75053)^{n}}
En radis del planeta:
{\displaystyle a=1,6524\times (1,75053)^{n}}
Observem que d'un planeta al següent en el Sistema Solar o en els Satèl·lits de Júpiter el valor és molt similar.
Per a qui tingui dubtes podem igual que Bode crear una successió: 
0,3,6,12,24 formada pel 0 i una progressió geomètrica amb primer terme 3 i raó 2.
Ara afegim 3 a cadascun dels termes: 
3,6,9,15,27
Les distàncies dels cinc satèl·lits a Júpiter en ràdios del planeta és: 
2,5, 5,9, 9,4, 15,0, 26,3 l'ajustament és perfecte.
Si consideram només els 4 satèl·lits galileans l'ajustament és encara més perfecte: 
{\displaystyle \log a=0,21423\times n+5,4024} con n=1,2,3,4
i una correlació r=0,99873.
En radis del planeta:
{\displaystyle a=3,53276\times (1,63768)^{n}}

### Aplicació als satèl·lits d'Urà
Les llunes grans d'Urà tenen una adaptació a la llei de Bode magnífica:
{\displaystyle \log a=0,169036\times n+4,9432} amb n=1,2,3,4,5
i una correlació r=0,9943.
és a dir:
{\displaystyle a=87738\times (1,47583)^{n}} en Km.
En radis del planeta:
{\displaystyle a=3,5505524\times (1,47583)^{n}}

### Aplicació als satèl·lits de Saturn
L'aplicació a les llunes de Saturn presenta més problemes. El que s'ha fet és ajustar als satèl·lits grans més interns: Janus, Acarones, Encelade, Tetis, Dione i Rea amb n=1 fins a 6. Ara ajustem els altres fins que caiguin sobre la recta. Hem de deixar els buits 7 i 8 fins a arribar A Tità i Hiperió que serien n=9 i 10 respectivament. Jàpet seria el n=13 i Febe el n=18:
Amb això l'ajust seria:
{\displaystyle \log a=0,11564\times n+5,0305} con n=1,2,3,4,5,6,9,10,13,18
i una correlació de 0,9995.
és a dir:
{\displaystyle a=107272,6\times (1,30509)^{n}} en Km.
En radis del planeta:
{\displaystyle a=1,79157\times (1,30509)^{n}}

### Aplicació a planetes extrasolars
Els recents descobriments de sistemes planetaris extrasolars no proporcionen prou dades encara per a provar si la regla s'aplica a altres sistemes solars. No obstant això, el fet que es pugui aplicar als satèl·lits del Sistema Solar, fa pensar que sí que serà aplicable a planetes extrasolars quan la precisió de les observacions permeti de descobrir planetes extrasolars de 'tipus Terra'.